# Diocesi di Filaca
La diocesi di Filaca (in latino Dioecesis Filacensis) è una sede soppressa e sede titolare della Chiesa cattolica.

## Storia
Filaca, nell'odierna Tunisia, è un'antica sede episcopale della provincia romana di Bizacena.
Unico vescovo conosciuto di questa diocesi africana è Bonifacio, il cui nome figura al 79º posto nella lista dei vescovi della Bizacena convocati a Cartagine dal re vandalo Unerico nel 484; Bonifacio, come tutti gli altri vescovi cattolici africani, fu condannato all'esilio.
Dal 1933 Filaca è annoverata tra le sedi vescovili titolari della Chiesa cattolica; dal 27 giugno 2022 il vescovo titolare è Tulio Omar Pérez Rivera, vescovo ausiliare di Santiago di Guatemala.

## Cronotassi

### Vescovi residenti
- Bonifacio † (menzionato nel 484)

### Vescovi titolari
- Clarence George Issenmann † (7 ottobre 1964 - 22 settembre 1966 succeduto vescovo di Cleveland)
- Domingos de Pinho Brandão † (6 dicembre 1966 - 22 agosto 1988 deceduto)
- Emil Aloysius Wcela † (21 ottobre 1988 - 21 maggio 2022 deceduto)
- Tulio Omar Pérez Rivera, dal 27 giugno 2022